# Kleinkochberg
Kleinkochberg ist ein Ortsteil der Gemeinde Uhlstädt-Kirchhasel im Landkreis Saalfeld-Rudolstadt in Thüringen.

## Geografie und Geologie
Über die Landesstraße 2391 und die Kreisstraße 18 ist der Ort erreichbar und hat Verbindung zu den Bundesstraßen 88 und 85. Der Weiler mit seinen 55 Einwohnern liegt am Fuß der steilen Hänge des Hummelsbergs (515 m über NHN) am Rande einer Hochfläche. Auf dieser Fläche liegen auch die Gemarkungen von Großkochberg und Clöswitz. Die Nutzflächen sind meist auf grundwasserfernen Muschelkalkverwitterungsböden angelegt.
Nachbarorte sind südlich Neusitz, westlich Großkochberg, nördlich Schmieden und östlich Engerda. Der Ort liegt am Goethewanderweg Weimar–Großkochberg.

## Geschichte
Die urkundliche Ersterwähnung von Kleinkochberg erfolgte 1378.
Schon immer war der Ort landwirtschaftlich geprägt. Nach der Wende wurden neue Formen der Landbewirtschaftung gefunden. So arbeitet man heute z. B. mit Pferden, die für Sport und Touristik sowie für die Landbewirtschaftung eingesetzt werden.

## Sehenswürdigkeiten

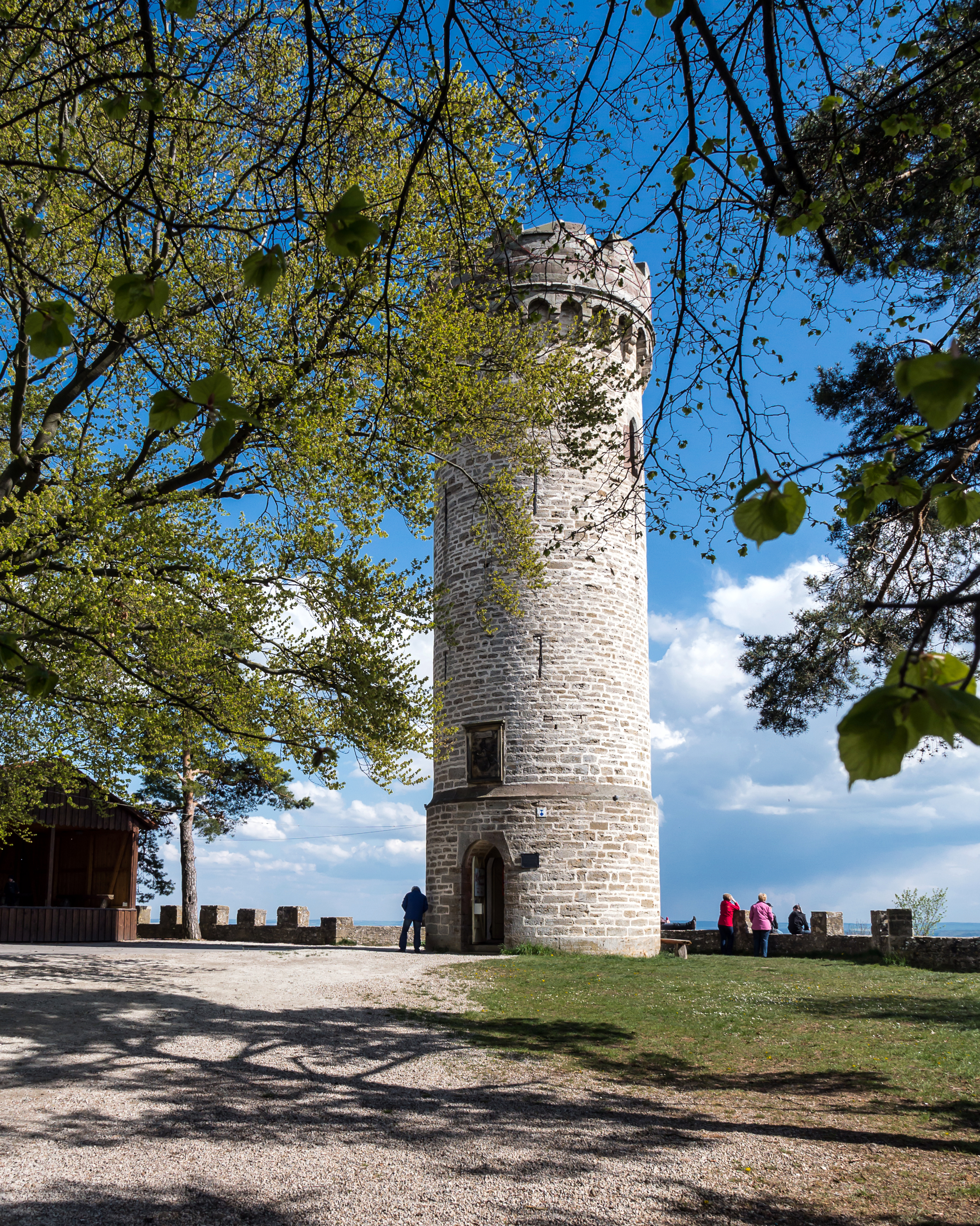
Luisenturm

- Der Luisenturm bei Kleinkochberg ist ein 18 m hoher Aussichtsturm auf dem Hummelsberg (515 Meter).[3] Er wurde 1864 eingeweiht und nach Luise von Stein benannt (der Enkelin der Charlotte von Stein), die auf Schloss Hirschhügel lebte.[4]
- Dorfkirche St. Martin und Simon